# Mirco Gasparetto
Mirco Gasparetto (Asola, 2 de fevereiro de 1980) é um futebolista italiano, que atuava como atacante.

## Carreira

### Início
Gasparetto começou nas divisões de base do Montebelluna e logo se transferiu para o Milan, clube de Lombardia. Na temporada 1999-2000, ele deixou o clube e foi para a equipe da Serie C2 Padova, por um empréstimo de duas temporadas. Depois disso, foi novamente emprestado, desta vez, para o Varese da Serie C1. Em 2002, assinou com o Prato e lá marcou 20 gols, um ápice em sua carreira, e logo foi para um clube da Serie A, o Empoli.

### Empoli
Embora Gasparetto não jogasse como titular, o Empoli comprou todos os direitos do jogador, em junho de 2005. Depois de jogar somente 6 partidas na temporada 2005-06, ele foi por empréstimo, com opção de compra, para o Mantova. Na temporada seguinte, ele transferiu-se para o Genoa por empréstimo.

### Chievo
Em 31 de agosto de 2007, ele foi transferido para o Chievo, que na época disputava a Serie B. Ele foi emprestado várias vezes e disputou apenas 22 partidas durante quatro temporadas. Então, no dia 17 de julho de 2011 foi vendido para o Lumezzane.